# Łukasz Drąg
Łukasz Jerzy Drąg – polski inżynier, dr hab. nauk technicznych, adiunkt Katedry Modelowania Komputerowego Wydziału Zarządzania i Transportu Akademii Technicznej i Humanistycznej w Bielsku-Białej.

## Życiorys
W 2002 ukończył studia z włókiennictwa w Akademii Technicznej i Humanistycznej w Bielsku-Białej, 5 grudnia 2008 obronił pracę doktorską Wpływ modeli ruchu pojazdów na obliczeniową emisję zanieczyszczeń, 26 września 2017 habilitował się na podstawie pracy zatytułowanej Modelowanie lin, riserów i żurawi metodą sztywnych elementów skończonych.
Piastuje stanowisko adiunkta w Katedrze Modelowania Komputerowego na Wydziale Zarządzania i Transportu Akademii Technicznej i Humanistycznej w Bielsku-Białej.